# Batus barbicornis
Batus barbicornis là một loài bọ cánh cứng trong họ Cerambycidae. Đây là loài bản địa Nam Mỹ. Chúng sinh sống ở Colombia, Venezuela, Ecuador, Iquitos (Peru), Itaituba, Pará, (Brazil), Suriname, French Guiana, Guyana và Bolivia.
Batus barbicornis dài tới 4 cm. Chúng có màu sắc với tín hiệu xua đuổi. Chúng có màu đen và có râu màu đỏ với bốn sọc màu đen cũng như một vài hình chữ nhật màu đỏ trên cánh sau và đoạn gần cổ. Con trưởng thành đẻ trứng vào lỗ chán trên cây. Ấu trùng ăn gỗ và là loài gây hại cho cây.

## Hình ảnh

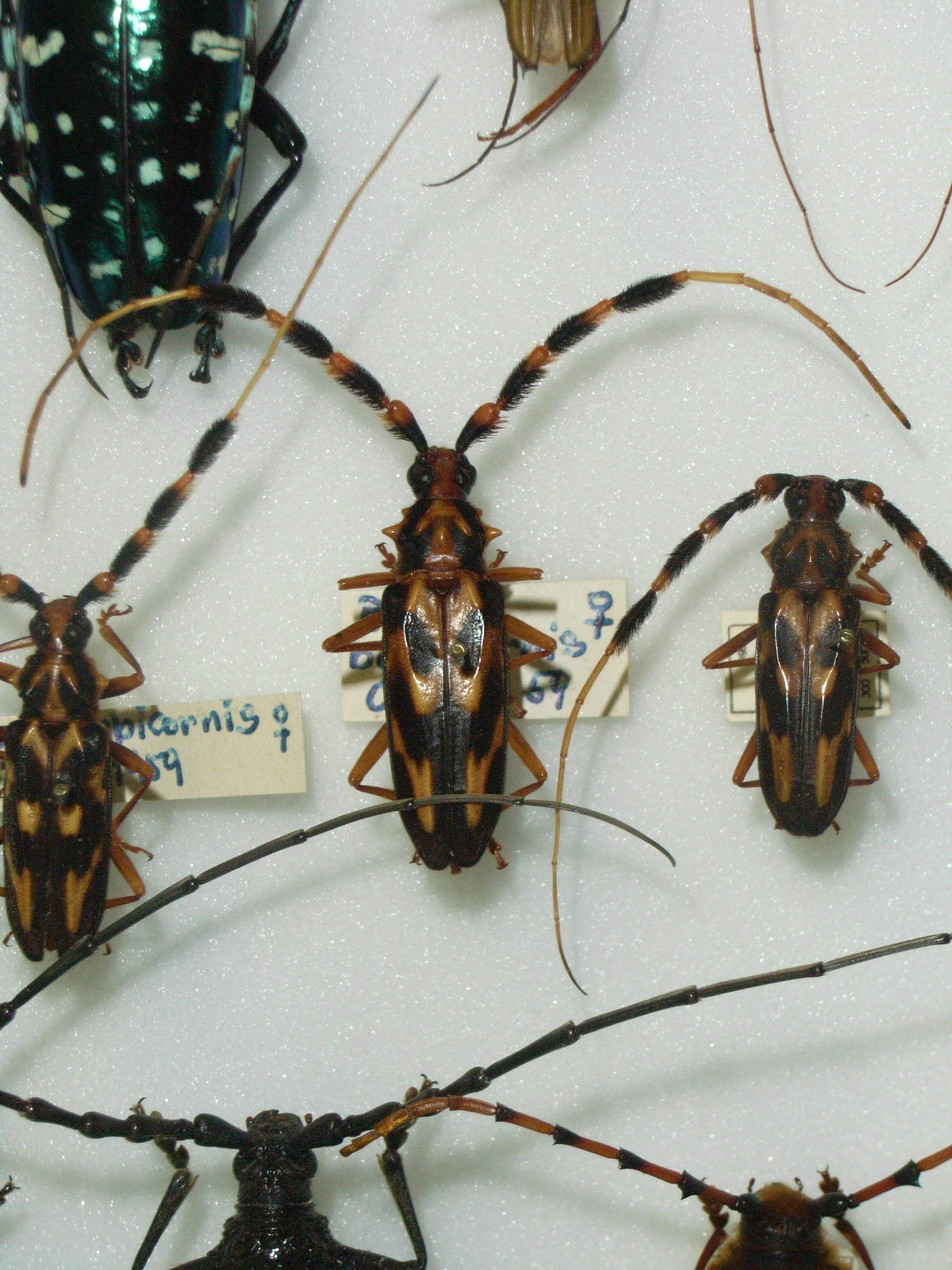